# Xã Marion, Quận Allen, Indiana
Xã Marion (tiếng Anh: Marion Township) là một xã thuộc quận Allen, tiểu bang Indiana, Hoa Kỳ. Năm 2010, dân số của xã này là 3.858 người.